# デコカセットシステム

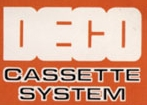
ロゴ

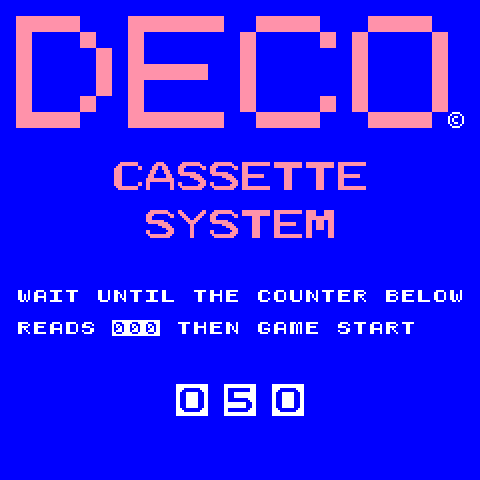
読み込み中の画面（MAMEより）

デコカセットシステム（DECO Cassette System）は1980年9月にデータイーストが開発した、アーケードゲーム基板である。アーケードゲームの汎用的なシステム基板として完成形となったものとしては、日本初とされる。初期は「DSシリーズ」「DCシステム」という名称であったが、後にデコカセットシステムと表記されるようになった。通称「デコカセ」。

## 概要
アーケードゲーム式コンピュータゲームを作るにあたり、ハードウェア・ソフトウェアとも共通使用できるものは残しておき、ゲーム毎に異なる部分だけ入れ換えるという概念は、コンピュータゲーム作りがある程度進んだ時点で考え方として存在していたが、本システムはそれが確立された、もっとも初期のものと言える。
本システムの特徴としては、データの入れ替えが必要な部分にROMなどの高価な半導体メモリーでなく、安価なカセットテープを採用した点にある。
デコカセットシステムはカセットテープに暗号化されたプログラムやデータをマザーボードに読み込ませる仕組みとなっており、マザーボード側にプロテクトドングルが用意されているなど、コピー対策としての側面もあった。ただし、ただし、採用していたコンパクトカセット(通称「大カセ」)が市販のオーディオカセットテープと同じだったがゆえにダビングが容易であり、最初にドングル付きの基板を買えばオペレータ同士で別のゲームをコピーしあえるという問題が発覚した。その後、他との互換性のない独自仕様の超小型のカセットテープ(通称「小カセ」)がリリースされた。国内においてはデコカセットシステムでは全てのタイトルにおいてこの「大カセ」「小カセ」の2種類がどちらもリリースされている一方、日本国外では「小カセ」のみ流通している。
ひとつのタイトルにはこのカセットテープと、キーモジュールと呼ばれるコピー防止用の樹脂で固められた基板がセットで提供され、それぞれを本システム基板にセットした上で起動する形となる。電源投入後は「DECO CASSETTE SYSTEM」のタイトルが表示され、テープが自動で巻き戻された後に自動で再生が始まり、下部のカウントが「001」になるまでカウントダウンが進む。「001」になった直後にテープの巻き戻しが自動で行われ、巻き戻しが完了した時点でゲームが起動する仕組みとなっている。
カセットテープの採用によりゲームタイトルの入れ替えが安価に実現できた反面、電源投入時に毎回ロードに5分程度の時間がかかるなと、テープメディアならではの長短両所をあわせ持つ。カセットデッキは専用の独自のものを採用しており、巻き戻し・一時停止・リトライなどを基板側から制御可能なフルロジックタイプが採用されている。このため、リードエラーが発生した場合でも自動で巻き戻してエラー発生箇所から再開する、などのオペレーションが自動で行われる画期的な機構を備えている。
リリース当初は本システムを組み込んだテーブル筐体 (大型の通称「デコカセ大基板」内蔵)が「DSシリーズ」として提供された。82万円と高めの設定であったものの、ゲーム単体が38000円程度と安めの提供であり、日本の業界からも好意的に迎えられた。また、後に汎用筐体向けの、小型化されたシステム基板(通称「デコカセ小基板」)が「DECO MULTI」としてリリースされ普及していった。
その後経年劣化により正常に稼働できる筐体が減りつつあることが問題視され、第三者による保存活動の対象となったほか、テープデッキをEPROM基板や他メディアへ置き換える研究をしている者もいる。

## ソフトウェア一覧
- デコカセットシステムのソフトウェアはオレンジ色の紙箱に入っており、ナンバリングされている(欠番あり)。
- 紙箱の中にはインストレーションカード、説明書、ディップスイッチ表、及びカセットテープとキーモジュールが入っている。
- 国内版では全てのタイトルで「小カセ」版及び「大カセ」版がリリースされた。海外版は「小カセ」版のみ。
- ソフトウェアはリージョンロックされ、起動には対応するリージョンBIOS ROMとキーモジュールが必要となる。
- ソフトウェアの末尾にはリージョン記号としてA(JP)・B(US)・C(UK)・D(GE)・EI(FR)・F(MILTI)の記載がある。
- デコカセシステムではなくEPROMで実装された基板があるものについては附記に記載した。
- ソフトウェアは全て縦画面で、横画面のソフトはリリースされていない。

| #    | 発売年月   | タイトル                                     | 海外タイトル                    | 附記 |
| ---- | ---------- | -------------------------------------------- | ------------------------------- | --- |
| 1    | 1980年12月 | ハイウェイチェイス                           | HWY CHASE                       | |
| 2    | 1980年12月 | 戦国忍者隊                                   | NINJA                           | |
| 3    | 1980年12月 | マンハッタン                                 | MANHATTAN                       | |
| 4    | 1981年2月  | テラニアン                                   | TERRANEAN                       | |
| 6    | 1980年12月 | ネブラー                                     | NEBULA                          | |
| 7    | 1981年2月  | アストロファンタジア                         | ASTRO FANTASIA                  | |
| 8    | 1981年3月  | ザ・タワー                                   | THE TOWER                       | |
| 9    | 1981年5月  | スーパーアストロファイター                   | SUPER ASTRO FIGHTER             | |
| 10   | 1981年3月  | オーシャンツーオーシャン                     | OCEAN TO OCEAN                  | |
| 11   | 1981年4月  | ロックンチェイス                             | LOCK 'N' CHASE                  | EPROM版あり |
| 12   | 1981年8月  | フラッシュボーイ                             | THE DECO KID                    | |
| 13   | 1981年8月  | プロゴルフ (18チャレンジ版 / トーナメント版) | PRO GOLF                        | 2バージョンあり。EPROM版あり |
| 14   | 1981年6月  | DSテレジャン                                 | (日本国内のみ)                  | 専用の麻雀コントロールパネル（ジャンピューター用と互換性はない）が必要 |
| 15   | 1982年1月  | ラッキーポーカー                             | LUCKY POKER                     | |
| 16   | 1982年2月  | トレジャーアイランド                         | TREASURE ISLAND                 | |
| 18   | 1982年2月  | エクスプローラ                               | EXPLORER                        | |
| 19   | 1982年5月  | ディスコ・ナンバーワン                       | DISCO NO.1 / SWEET HEART        | EPROM版あり |
| 20   | 1982年6月  | トルネード                                   | TORNADO                         | |
| 21   | 1982年5月  | ミッション・エックス                         | MISSION-X                       | ZOAR (本作の修正版) あり |
| 22   | 1982年6月  | プロ・テニス                                 | PRO TENNIS                      | EPROM版あり 発売前に盗難に遭い、それを基にコピー品が作られたことで、警視庁へ被害届が提出され、刑事および民事事件として捜査された また1981年に発売した『プロゴルフ』を基に無断コピー品が製造販売されたとして、1982年7月2日にテクノスジャパンなどに訴訟を起こした |
| 24   | 1982年7月  | 詰碁快勝 (つめごかいしょう)                  | (日本国内のみ)                  | |
| 25   | 1982年10月 | フィッシング                                 | ANGLER DANGLER                  | |
| 26   | 1982年8月  | ハンバーガー                                 | BURGER TIME                     | EPROM版あり |
| 27   | 1982年11月 | バーニンラバー                               | BURNIN' RUBBER / BUMP 'N' JUMP  | EPROM版あり |
| 28   | 1982年11月 | グレイプロップ                               | GRAPLOP / CLUSTER BUSTER        | EPROM版あり |
| 29   | 1983年4月  | ラッパッパ                                   | LA-PA-PA / ROOTIN' TOOTIN'      | EPROM版あり |
| 30   | 1983年2月  | スケーター                                   | SKATER GAITER                   | |
| 31   | 1983年3月  | プロボウリング                               | PRO BOWLING                     | |
| 32   | 1983年4月  | ナイト・スター                               | NIGHT STAR                      | |
| 33   | 1983年7月  | プロサッカー                                 | PRO SOCCER                      | EPROM版あり |
| 34   | 1983年9月  | スーパーダブルステニス                       | SUPER DOUBLES TENNIS            | EPROM版あり |
| 37   | 1983年10月 | ゼロイゼ                                     | ZEROIZE                         | |
| 38   | 1984年3月  | スクラムトライ                               | SCRUM TRY                       | |
| 39   | 1984年2月  | ピーターペッパーズアイスクリームファクトリー | PETER PEPPER'S ICECREAM FACTORY | |
| 40   | 1984年4月  | ファイティングアイスホッケー                 | FIGHTING ICE HOCKEY             | |
| 41   | 1984年5月  | 大相撲                                       | (日本国内のみ)                  | 音声ボード付き |
| 42   | 1984年8月  | ハローゲートボール                           | (日本国内のみ)                  | |
| 44   | 1985年8月  | バルダーダッシュ                             | BOULDER DASH                    | |
| UX-7 | 1984年12月 | 東京見栄診療所                               | (日本国内のみ)                  | |
| UX-9 | 1985年5月  | 芸能人資格試験                               | (日本国内のみ)                  | マルチ画面 |

上記にないタイトルは以下の通り。
| #  | 発表年月 | タイトル             | 海外タイトル | 附記             |
| -- | -------- | -------------------- | ------------ | ---------------- |
| 5  | 1980年   | ミサイルスプリンター |              |                  |
| 17 | 1982年   | ボビット             |              |                  |
| 35 | 1983年   | バンポリン           |              | チラシが存在する |
| 36 | 1983年   | ハンマーカー         |              | [ 6 ]            |
| 43 | 1985年   | フライングボール     |              |                  |